# Polskie Towarzystwo Miłośników Kaktusów
Polskie Towarzystwo Miłośników Kaktusów – zarejestrowane w 1966 roku stowarzyszenie mające na celu integrację osób zainteresowanych sukulentami, a zwłaszcza kaktusami, organizację imprez hobbystycznych, wymianę doświadczeń, a także roślin oraz nasion. Aktywną działalność w ramach towarzystwa prowadzi około 250 osób i stan ten jest dość stabilny od wielu lat. Symbolem stowarzyszenia jest stylizowany kaktus z napisem Polskie Towarzystwo Miłośników Kaktusów.
Towarzystwo kontynuuje tradycje przedwojennego Towarzystwa Przyjaciół Kaktusów z siedzibą w Warszawie.
Od 1966 PTMK jest wydawcą czasopisma „Świat Kaktusów”.

## Członkostwo
Zgodnie ze statutem członkiem zwyczajnym PTMK może zostać osoba fizyczna od 12 roku życia (do 16 roku życia – wyłącznie za pisemną zgodą rodziców). Opłacenie składki uprawnia do otrzymywania: biuletynu oddziału (o ile taki jest wydawany), oferty Banku Nasion, spisu materiałów wydawanych przez PTMK i pisma „Świat Kaktusów”. Oferta Banku Nasion i „Świat Kaktusów” są kierowane wyłącznie do członków PTMK.

## Oddziały
- Oddział białostocki
- Oddział gdański
- Oddział lubelski
- Oddział lubuski
- Oddział łódzki
- Oddział poznański
- Oddział śląski
- Oddział warszawski
- Oddział wrocławski

W oddziałach funkcjonują dostępne dla członków biblioteki, wyposażone w literaturę fachową (książki i czasopisma), wydawaną w kraju i za granicą. Odbywają się tam ponadto prelekcje oraz pokazy zdjęć lub filmów. Oddziały organizują również na wystawy w kraju i za granicą.